# Цвітер-іон
Цві́тер-іо́н (англ. zwitterion, рос. цвиттер-ион) — це хімічна сполука, в молекулах якої є просторово розділені електричні формально одиничні протилежні заряди. У цілому молекула є нейтральною.
Такі сполуки виникають зокрема при внутрішньомолекулярному обміні протоном в амфотерних сполуках. Прикладами цвітер-іонів є амоніоацетат (гліцин) H3N+CH2C(=O)O–, триметилгліцин (CH3)3N+CH2C(=O)O–, триметиламіноксид (CH3)3N+–O–. Триметилгліцин, або бетаїн, не може ізомеризуватися до незарядженої форми. Подібно, фосфонієві сполуки, що містять карбоксильні групи завжди зберігають розподіл зарядів і є цвітер-іонами.
Деякі хіміки наполягають на тому, що термін «цвітер-іон» повинен вживатися лише у випадку, коли заряди локалізовані на несуміжних атомах. Інакше, повинен вживатися термін «ілід».

## Властивості
Форма цвітер-іонної сполуки залежить від pH середовища. Залежно від pH середовища молекула буде приймати чи віддавати протон H+. Цвітер-іон перебуває в рівновазі з відповідними катіонними та аніонними формами. При pH нижче від pKa протонування, цвітер-іон перебуватиме в катіонній формі. При pH вище pKa депротонування, цвітер-іон перебуватиме в аніонній формі. Між цими двома величинами (при pH близькому до pI) молекула перебуватиме здебільшого в цвітер-іонній формі.
Це можна проілюструвати на прикладі амінокислоти гліцину. pKa протонування гліцину є 2,34, pKa депротонування — 9,6, відповідно, pI є 5,97. Отже, при pH < 2,34 гліцин є позитивно зарядженим, при pH > 9,6 гліцин є негативно зарядженим. Між цими двома pH гліцин матиме і позитивний, і негативний заряд, тобто молекула буде в цвітер-іонній формі.
{\displaystyle {\ce {H3N+CH2CO2H <=> H3N+CH2CO2- <=> H2NCH2CO2-}}}

## Амінокислоти

Ізомеризація амінокислоти. Амінокислота у незарядженій формі (зліва) і у цвітер-іонній формі (справа) з позитивним зарядом на аміногрупі і негативним на карбоксильній.

Амінокислоти у розчині перебувають у стані хімічної рівноваги між формою без зарядів і цвітер-іонною формою. Рівновага встановлюється у два етапи. Спершу протон карбоксильною групи переходить до молекули води утворюючи гідроксоній та залишаючи негативний заряд на амінокислоті:
{\displaystyle \mathrm {H_{2}N(R)CO_{2}H+H_{2}O\longrightarrow H_{2}N(R)CO_{2}^{-}+H_{3}O^{+}} } 
Потім, протон гідроксонія переходить до аміно групи залишаючи молекулу води і утворюючи позитивний заряд на аміногрупі і приводячи загальний заряд молекули амінокислоти до нейтрального:
{\displaystyle \mathrm {H_{2}N(R)CO_{2}^{-}+H_{3}O^{+}\longrightarrow H_{3}N^{+}(R)CO_{2}^{-}+H_{2}O} } 
Загалом, реакція ізомеризації виглядає наступним чином:
{\displaystyle \mathrm {H_{2}N(R)CO_{2}H\longrightarrow H_{3}N^{+}(R)CO_{2}^{-}} } 
Відношення концентрацій двох форм амінокислоти (незарядженої, [H2N(R)CO2H], і цвітер-іонної, [H3N+(R)CO2-]) у розчині є незалежним від pH середовища і відоме як константа рівноваги K реакції ізомеризації:
{\displaystyle K=\mathrm {\frac {[H_{3}N^{+}(R)CO_{2}^{-}]}{[H_{2}N(R)CO_{2}H]}} }
Зазвичай, K > 1, що значить, що цвітер-іонна форма є домінуючим ізомером у водному розчині. Пояснення запропоноване на базі теоретичного аналізу передбачає, що цвітер-іон стабілізується в водному середовищі за рахунок водневих зв'язків з молекулами розчинника (води). Аналіз данних нейтронної дифракції гліцину вказує, що гліцин перебуває у цвітер-іонній формі в твердому стані, і підтверджує існування водневих зв'язків. Теоретичні розрахунки вказують, що цвітер-іонна форма може бути присутня у деяких випадках в газовій фазі також.

## Бетаїни та подібні сполуки
Сполука триметилгліцин, що була ізольована з цукрового буряку, була названа «бетаїн». Пізніше, інші сполуки, що мали подібний структурний елемент (четвертинний атом нітрогену з карбоксильною групою приєднаною до нього через метиленовий місток -CH2-), були відкриті також. Наразі, усі сполуки, що містять цей структурний елемент узагальнено називаються бетаїнами. Бетаїни постійно перебувають в цвітер-іонній формі; ізомеризація до незарядженої форми не відбувається, або ж відбувається вкрай повільно.
Іншими прикладами постійних цвітер-іонів є фосфатидилхоліни та псилоцибін, які також містять четвертинний атом нітрогену і негативно заряджену фосфатну групу замість карбоксильної; та легеневі сурфактанти такі як дипальмітоїлфосфатидилхолін.

Триметилгліцин
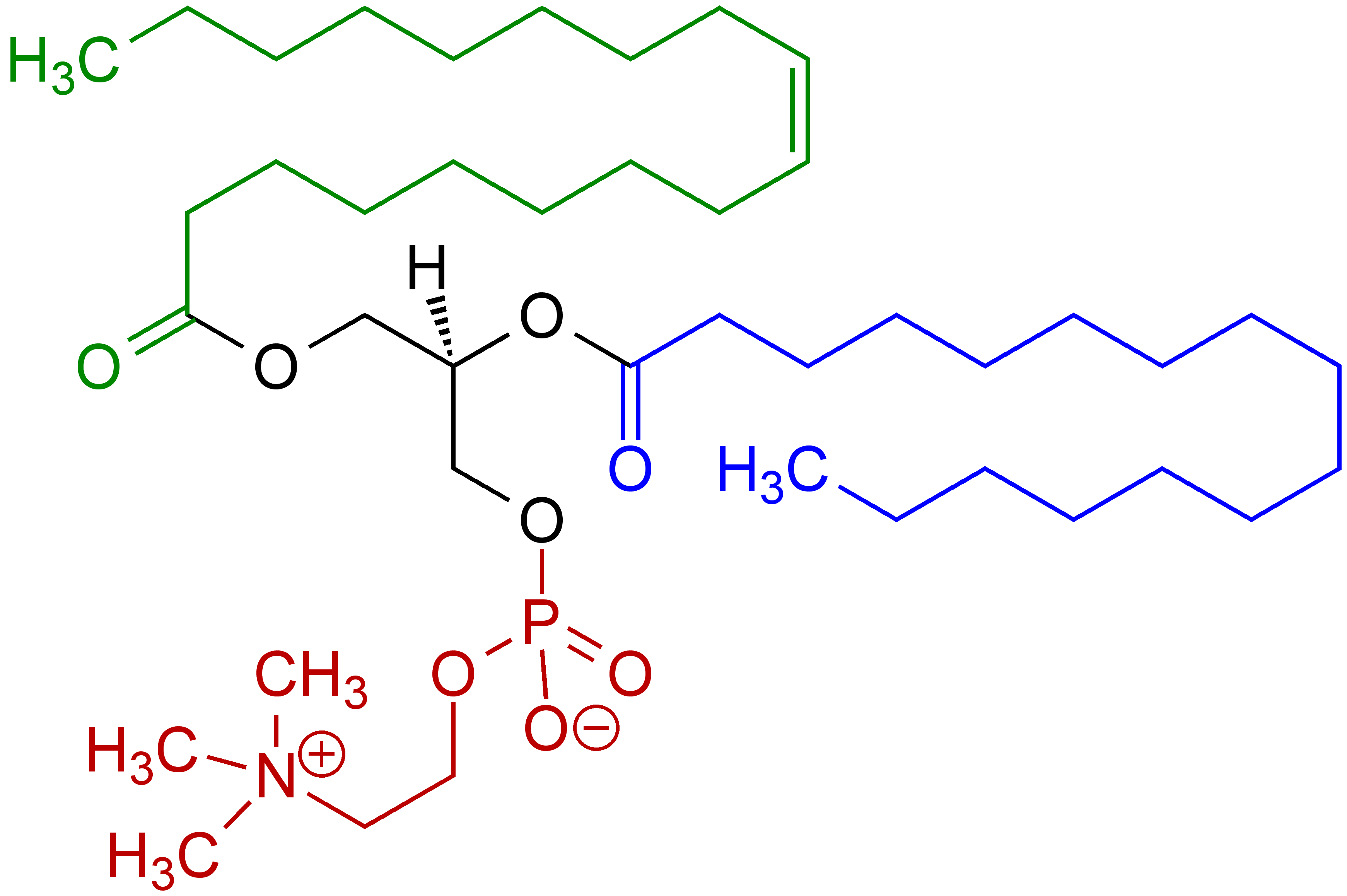
Фосфатидилхолін
Псилоцибін
Лаурамідопропіл бетаїн, основний компонент кокамідопропіл бетаїну

## Інші сполуки

Ізомеризація сульфамінової кислоти (з цвітер-іонною формою праворуч)
Антранілова кислота
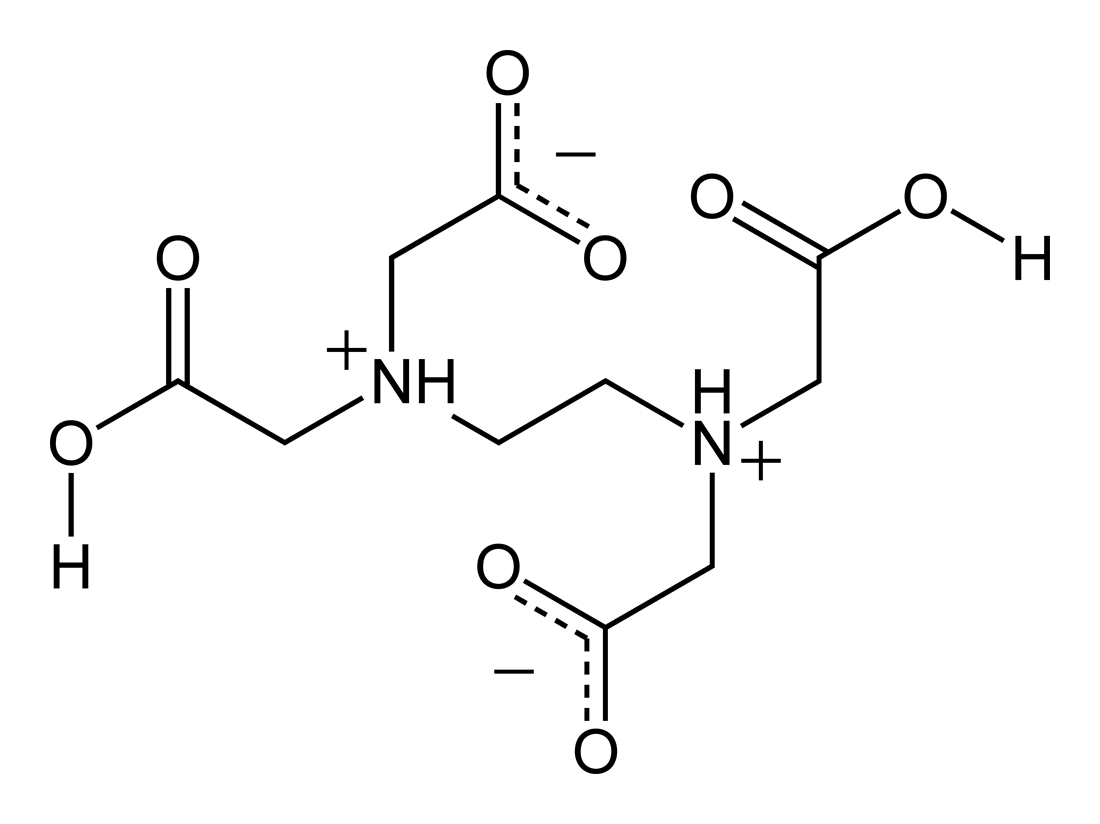
ЕДТА в цвітер-іонній формі

Сульфамінова кислота кристалізується в цвітеріонній формі.
В кристалах антранілової кислоти дві молекули кислоти розміщені в елементарні комірці. Одна з молекул є в цвітер-іонній формі, а інша — в незарядженій формі.
В твердому стані, EDTA існує в цвітер-іонній формі — два протони карбоксильних кислот є зміщені на атоми нітрогену.

## Застосування
Цвітер-іони можуть використовуватися у буферних розчинах. Утворення цвітер-іонів спостерігається під час синтезу деяких іонних рідин. Вони також входять до складу багатьох миючих засобів.
Через наявність точкових електричних зарядів цвітер-іони мають кращу розчинність у воді, ніж незареджена форма молекули. Тому багато активних фармацевтичних складників є саме у цвітер-іонній формі. Наприклад, цетиризин у препараті Зіртек.